# Chrysonotomyia voltairei
Chrysonotomyia voltairei är en stekelart som först beskrevs av Girault 1915.  Chrysonotomyia voltairei ingår i släktet Chrysonotomyia och familjen finglanssteklar. Inga underarter finns listade i Catalogue of Life.